# Championnat d'Union soviétique de football 1948
Navigation
Saison 1947 Saison 1949
La saison 1948 de Pervaïa Grouppa est la 10e édition du championnat de première division en Union soviétique. Quatorze clubs sont regroupés au sein d'une poule unique où ils se rencontrent deux fois dans la saison, à domicile et à l'extérieur. En fin de saison, pour permettre le passage du championnat de 14 à 18 clubs, le dernier du classement est relégué et les cinq meilleurs clubs de deuxième division sont promus.
Cette saison voit la victoire du CDKA Moscou, double tenant du titre, après avoir terminé en tête du classement final, avec un seul point d'avance sur le Dynamo Moscou et quatre sur le Spartak Moscou. C'est le 3e titre de champion d'URSS de l'histoire du club, qui réussit le doublé en battant le Spartak Moscou en finale de la Coupe d'URSS.

## Clubs participants
- Promu de deuxième division

| Club                      | Présent depuis | Classement 1947 | Entraîneur                  |
| ------------------------- | -------------- | --------------- | --------------------------- |
| CDKA Moscou               | 1936           | 1er             | Boris Arkadiev              |
| Dinamo Moscou             | 1936           | 2e              | Mikhail Yakushin            |
| Dinamo Tbilissi           | 1936           | 3e              | Mikhaïl Berdzenichvili (ru) |
| Dynamo Kiev               | 1936           | 4e              | Mikhaïl Souchkov (en)       |
| Torpedo Moscou            | 1938           | 5e              | Nikolaï Nikitine (ru)       |
| Zénith Léningrad          | 1938           | 6e              | Konstantin Lemechev (en)    |
| Krylia Sovetov Kouïbychev | 1946           | 7e              | Aleksandr Abramov (ru)      |
| Spartak Moscou            | 1936           | 8e              | Konstantin Kvachnine (en)   |
| Torpedo Stalingrad        | 1938           | 9e              | Alekseï Kireïev             |
| Dinamo Léningrad          | 1936           | 10e             | Mikhaïl Boutoussov (en)     |
| Krylia Sovetov Moscou     | 1940           | 11e             | Abram Dangoulov (ru)        |
| Dinamo Minsk              | 1941           | 12e             | Lev Kortchebokov (en)       |
| VVS Moscou                | 1947           | 13e             | Matveï Goldine              |
| Lokomotiv Moscou          | 1948           | 1er (D2)        | Dmitri Maksimov             |

### Changements d'entraîneurs
| Club               | Entraîneur partant           | Date de départ | Entraîneur arrivant      | Date d'arrivée |
| ------------------ | ---------------------------- | -------------- | ------------------------ | -------------- |
| Lokomotiv Moscou   | Boris Apoukhtine (en)        | juin 1948      | Dmitri Maksimov          | juillet 1948   |
| Torpedo Moscou     | Viktor Maslov                | juin 1948      | Nikolaï Nikitine         | juin 1948      |
| VVS Moscou         | Sergueï Kapelkine (ru)       | juin 1948      | Matveï Goldine           | juin 1948      |
| Zénith Léningrad   | Ivan Talanov (en)            | juin 1948      | Konstantin Lemechev (en) | juin 1948      |
| Dynamo Kiev        | Konstantin Chtchegotski (en) | juillet 1948   | Mikhaïl Souchkov (en)    | juillet 1948   |
| Traktor Stalingrad | Iouri Khodotov (ru)          | juillet 1948   | Alekseï Kireïev          | août 1948      |

## Compétition

### Classement
Le barème de points servant à établir le classement se décompose ainsi :
- Victoire : 2 points
- Match nul : 1 point
- Défaite : 0 point